# 申請主義
申請主義（しんせいしゅぎ）は、サービスの利用や許可、認可、認証などに本人やその家族、または何らかの集団から自主的な申し出が必要であることを基本とする原則や思想である。申請主義においては、自身が自らの意思で選択・決定し、希望を表明することが求められている。例えば、児童手当などの受給要件に該当していても申請しなければ、受給に至らない。

## 関連語
- 共同申請主義
- 単独申請主義
- 書面申請主義
- 当事者申請主義